# Halecium groenlandicum
Halecium groenlandicum is een hydroïdpoliep uit de familie Haleciidae. De poliep komt uit het geslacht Halecium. Halecium groenlandicum werd in 1911 voor het eerst wetenschappelijk beschreven door Kramp. 